# Турако
Турако (Tauraco) — рід птахів родини туракових (Musophagidae). Містить 14 видів. Поширені в Африці.

## Опис
Турако — єдині птахи, забарвлення яких утворене природним зеленим пігментом, оскільки зелений колір інших птахів утворений структурою пір'я, а не пігментом.

## Види
- Турако камерунський (Tauraco bannermani)
- Турако білочубий (Tauraco leucolophus)
- Турако ангольський (Tauraco erythrolophus)
- Турако зеленочубий (Tauraco persa)
- Турако-книсна (Tauraco corythaix)
- Турако мозамбіцький (Tauraco livingstonii)
- Турако кенійський (Tauraco fischeri)
- Турако чорнодзьобий (Tauraco schuettii)
- Турако заїрський (Tauraco schalowi)
- Турако танзанійський (Tauraco hartlaubi)
- Турако ефіопський (Tauraco ruspolii)
- Турако фіолетовочубий (Tauraco porphyreolophus)
- Турако жовтодзьобий (Tauraco macrorhynchus)
- Турако сірокрилий (Tauraco leucotis)